# Zuo Zongtang
Pour les articles homonymes, voir Zuo.
Zuo Zongtang est un nom japonais traditionnel ; le nom de famille (ou le nom d'école), Zuo, précède donc le prénom (ou le nom d'artiste).
 (octobre 2024).
Si vous disposez d'ouvrages ou d'articles de référence ou si vous connaissez des sites web de qualité traitant du thème abordé ici, merci de compléter l'article en donnant les références utiles à sa vérifiabilité et en les liant à la section « Notes et références ».
Zuǒ Zōngtáng, né le 10 novembre 1812 à Wenjialong (au nord de Changsha dans la province du Hunan), mort le 5 septembre 1885, était un homme d'État et un chef militaire. 1er marquis Kejin de seconde classe (chinois traditionnel : 左宗棠), il est connu en Europe sous le nom de « général Tso », ou « général Tsuo ».

## Biographie
Né à la fin de la dynastie des Qing dans une famille peu fortunée, il suit des études universitaires et s'intéresse particulièrement à l'agriculture et à la géographie.
En 1852, il entre à l'état-major des armées impériales qu'il servit avec distinction durant la guerre civile la plus importante qu'ait jamais connu la Chine (et le monde), la révolte des Taiping, qui dura quatorze ans, de 1850 à 1864, et au cours de laquelle périrent plus de vingt millions de personnes.
Il participe à la répression des Taiping dans les provinces du centre et reconquiert le Zhejiang et le Fujian, dont il est nommé gouverneur général en 1863. Durant son administration, il favorise l'introduction de nouvelles techniques agricoles et fonde en 1866 l'arsenal de Fuzhou.
En 1866, il devient gouverneur général du Shǎnxi et du Gansu et y anéantit l'insurrection des Nian.
De 1869 à 1877, il est chargé de maîtriser la révolte des peuples musulmans des territoires d'Asie centrale, notamment de Kasgharie. La Cour finance ses opérations en contractant les premiers emprunts publics auprès des banques étrangères. Il développe la colonisation chinoise sur ces nouveaux territoires.
En 1881, il est nommé gouverneur général des Liangjiang.
En 1884, il est chargé de diriger les affaires militaires de l'Empire et d'assurer la défense maritime du Fujian contre les attaques françaises.

## Anecdote
C'est en son honneur qu'est nommé le poulet du général Tao.